# Conoeca charitodes
Conoeca charitodes är en fjärilsart som beskrevs av Edward Meyrick 1893. Conoeca charitodes ingår i släktet Conoeca och familjen säckspinnare. Inga underarter finns listade i Catalogue of Life.